# دومينيكا
دومينيكا (بالإنجليزية: Dominica، وبالفرنسية: Dominique) هي جزيرة في البحر الكاريبي. يجاورها إلى الشمال والشمال الغربي غوادلوب ومن الجنوب الشرقي مارتينيك. تبلغ مساحتها 754 كم2 (291 ميل مربع)، أعلى نقطة في البلد هي مورن ديابلوتان بارتفاع 1,447 م (4747 قدم). يبلغ تعداد سكان كومنولث دومينيكا 72500 تقريباً. العاصمة هي راسو.
تلقب دومينيكا بجزيرة الطبيعة في الكاريبي لجمالها الطبيعي غير الملوث. هي أصغر جزيرة في جزر الأنتيل الصغرى، ولا تزال تتشكل بالنشاط البركاني الحراري من باطن الأرض، كما يتضح من ثاني أكبر بحيرة تغلي في العالم. تتميز الجزيرة بالغابات المطيرة الخصبة الجبلية، وكونها موطناً للعديد من الحيوانات والنباتات النادرة. توجد مناطق أقل رطوبة في الساحل الغربي، لكن يمكن توقع هطول أمطار داخلية غزيرة. ببغاء سيسيرو (المعروف أيضا باسم الأمازون الامبراطوري) هو طير الجزيرة الوطني ويظهر على العلم الوطني. يعتمد اقتصاد دومينيكا اعتمادا كبيرا على كل من السياحة والزراعة.
أطلق كريستوفر كولومبس على الجزيرة اسم اليوم الذي لمحها فيه، يوم الأحد (دومينيكا في اللاتينية) في 3 تشرين الثاني / نوفمبر 1493. في المئة سنة التالية لوصول كولومبوس، ظلت دومينيكا معزولة حتى استقر فيها الكاريبيون وتزايدت أعدادهم بعد طردهم من الجزر المحيطة من القوى الأوروبية التي دخلت المنطقة. تخلت فرنسا رسميا عن دومينيكا إلى المملكة المتحدة في عام 1763. شكلت المملكة المتحدة حكومة وجعلت من الجزيرة مستعمرة في عام 1805.
جرى تحرير العبيد الزنوج في عموم الإمبراطورية البريطانية في عام 1834 وفي عام 1838 أصبحت دومينيكا أول مستعمرة بريطانية في منطقة البحر الكاريبي تمتلك أغلبية من أصل أفريقي في السلطة التشريعية. في عام 1896، فرضت المملكة المتحدة سيطرتها المباشرة من جديد على دومينيكا، وحولتها إلى مستعمرة للتاج. بعد نصف قرن، أي من 1958-1962، أصبحت دومينيكا مقاطعة من اتحاد جزر الهند الغربية الذي لم يعمر طويلاً. في عام 1978، أصبحت دومينيكا دولة مستقلة.

## أصل التسمية
يأتي اسم دومينيكا من الكلمة الإيطالية ليوم الأحد (دومينيكا)، والذي كان اليوم الذي رصدها فيه كريستوفر كولومبوس. كان اسمها قبل اكتشاف كولومبوس لها «واي تو كوبولي»، التي تعني «طويل هو جسدها». يمتلك السكان الأصليون للجزيرة، الكاريبيون، أرضاً مماثلة لمحميات الهنود في أمريكا الشمالية. اللغة الرسمية هي اللغة الإنجليزية نتيجة لتاريخها باعتبارها مستعمرة بريطانية، على الرغم من أن البعض يتحدث بالكريولية الفرنسية خاصة من الأجيال الأكبر سنا. يجب تمييز دومينيكا عن جمهورية الدومينيكان، والنسبة لهذين البلدين متماثلة في اللغة الإنكليزية وليس في العربية.

## التاريخ
في 1635 أعلنت فرنسا سيطرتها على دومينيكا. بعد ذلك بوقت قصير، استوطنها المبشرون الفرنسيون. تواصلت عمليات التوغل في الكاريب ومع ذلك وفي عام 1660 اتفق الفرنسيون والبريطانيون على هجر كل من دومينيكا وسانت فنسنت. كانت دومينيكا محايدة رسميا في القرن التالي، ولكن مواردها ما فتئت تجذب الطامعين، حيث ظهرت رحلات استكشافية لحطابين بريطانيين وفرنسيين لقطع الأخشاب في بداية القرن الثامن عشر.

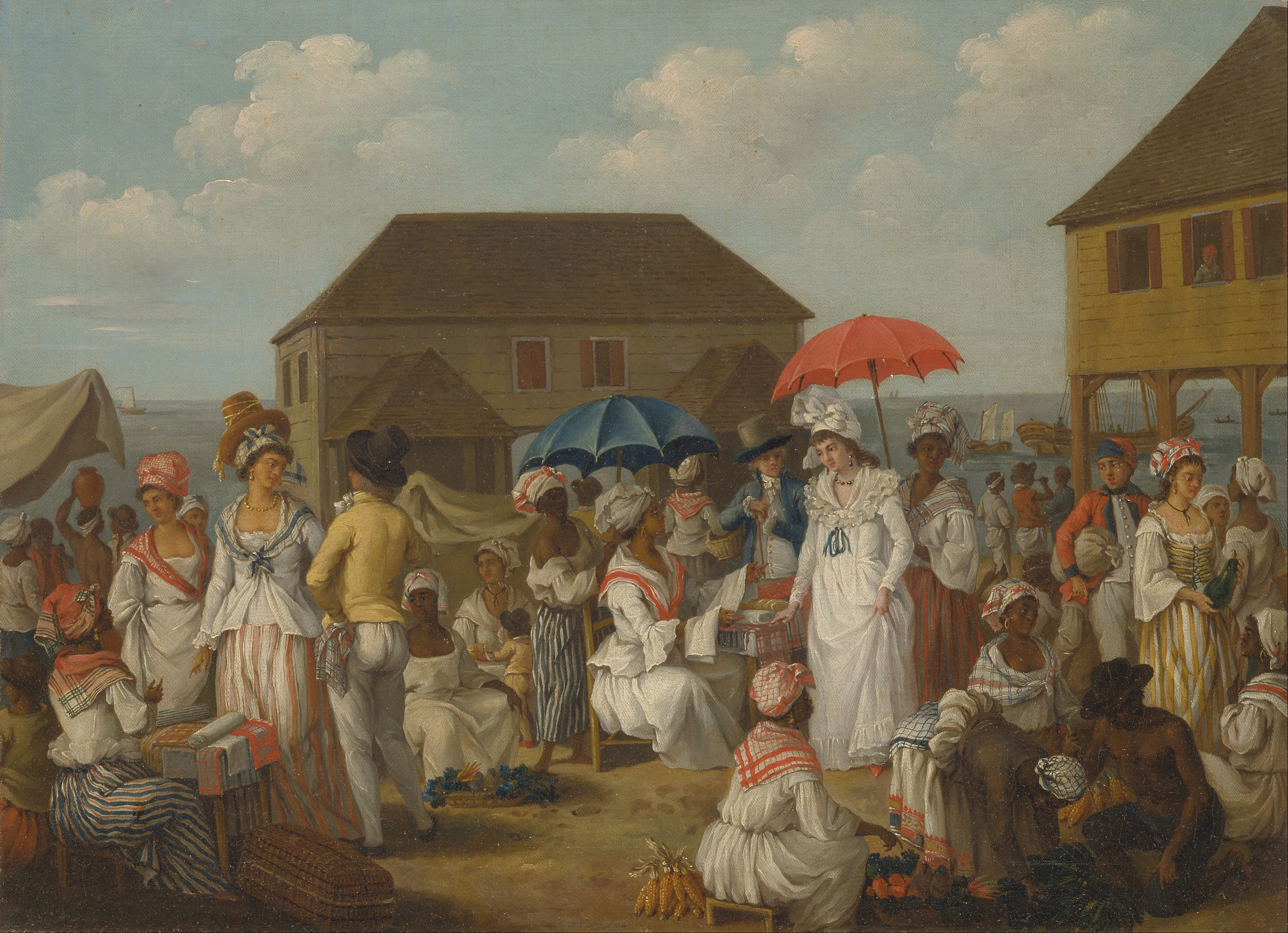
سوق لتجارة القماش في دومينيكا في سبعينات القرن الثامن عشر

بسبب توضع دومينيكا بين المارتينيك وغواديلوب، كانت الغلبة في النهاية لفرنسا التي أنشئت مستعمرة هناك استمرت في النمو. كجزء من معاهدة باريس 1763 والتي انهت حرب السنوات السبع، أصبحت الجزيرة ملكاً بريطانياً. في عام 1778 وخلال حرب الاستقلال الأمريكية، شن الفرنسيون حملة ناجحة بالتعاون النشط مع السكان. أعادت معاهدة باريس 1783 التي وضعت حدا للحرب، الجزيرة لبريطانيا. باءت محاولات الغزو الفرنسية في عامي 1795 و 1805 بالفشل.
في عام 1763، تشكلت جمعية تشريعية بريطانية تمثل السكان البيض فقط. في عام 1831، وفي صورة تعكس الموقف الرسمي البريطاني الذي أعلن تحرير العبيد عبر قانون براون للامتيازات، فإن الحقوق السياسية والاجتماعية تمنح للأحرار من غير البيض أيضاً. تم انتخاب ثلاثة اشخاص من أصل أفريقي للجمعية التشريعية في العام التالي. وبعد إلغاء الرق، في عام 1838 أصبحت مستعمرة دومينيكا المستعمرة البريطانية الكاريبية الوحيدة ذات الهيئة التشريعية التي يهيمن عليها من هم من أصل أفريقي. كان معظم المشرعين الأفارقة من أصحاب التجارات الصغيرة أو التجار الذين يؤمنون بوجهات نظر اقتصادية واجتماعية تتناقض مع مصالح الطبقة الغنية الصغيرة من المزارعين الإنجليز. رداً على التهديد المحتمل، سعى المزارعون البيض لمزيد من الحكم البريطاني المباشر.
في عام 1865، وبعد الكثير من الإثارة والتوتر، استبدل مكتب المستعمرات الهيئة التشريعية الحالية بأخرى منتخب نصف أعضائها والنصف الآخر معين. استطاع المزارعون المتحالفون مع الجهات الاستعمارية التفوق على المشرعين المنتخبين في مناسبات عديدة. في عام 1871، أصبحت دومينيكا جزءاً من اتحاد جزر ليوارد. تدهور نفوذ السكان من أصل أفريقي تدريجياً. وأعيد تشكيل حكومة مستعمرة التاج عام 1896. تقلصت بشكل فعال جميع الحقوق السياسية بالنسبة للغالبية العظمى من السكان. كما أثبتت مساعدات التنمية التي عرضت كتعويض عن التغيير أن أثرها لا يكاد يذكر.
عقب الحرب العالمية الأولى، أدى تصاعد الوعي السياسي في جميع أنحاء منطقة البحر الكاريبي إلى تشكيل اتحاد حكومة النواب. نجح هذا الاتحاد في حشد حالة الإحباط العامة مع عدم وجود صوت لهم في إدارة دومينيكا ليفوز بثلث المقاعد المنتخبة في الجمعية التشريعية في عام 1924 ونصفها في عام 1936. بعد ذلك بوقت قصير، نقلت دومينيكا من إدارة جزر ليوارد وأديرت كجزء من ويندوارد حتى عام 1958، عندما انضمت إلى اتحاد جزر الهند الغربية.
بعد حل الاتحاد، أصبحت دومينيكا دولة مرتبطة بالمملكة المتحدة في عام 1967 التي تولت رسمياً مسؤولية شؤونها الداخلية. يوم 3 تشرين الثاني / نوفمبر 1978، منح كومنولث دومينيكا الاستقلال عن المملكة المتحدة.
لم يحل الاستقلال المشاكل الناجمة عن قرون من التخلف الاقتصادي، وفي منتصف عام 1979، أدى السخط السياسي إلى تشكيل حكومة مؤقتة. استبدلت هذه الحكومة بعد انتخابات 1980 بحكومة يقودها حزب حرية دومينيكا بقيادة يوجينيا تشارلز كرئيسة للوزراء، التي كانت أول رئيسة للوزراء في منطقة البحر الكاريبي. تفاقمت المشاكل الاقتصادية المزمنة بالآثار الشديدة للأعاصير في عامي 1979 و 1980. في عام 1981 برز خطر سقوط دومينيكا بيد المرتزقة.

### محاولة الانقلاب
في عام 1981، حاولت مجموعة من المرتزقة اليمينيين بقيادة مايك بيردو من هيوستن وولفغانغ دروجي من تورنتو، قلب نظام حكم يوجينيا تشارلز. أيدت المجموعة رئيس الوزراء السابق باتريك جون ووزير دفاعه في استعادة السيطرة على الجزيرة في مقابل التحكم بتطوير الجزيرة في المستقبل. فشلت الخطة بأكملها كما أن السفينة المستأجرة لنقل منفذي عملية الكلب الأحمر لم تنجح حتى في مغادرة الميناء بسبب تدخل مكتب التحقيقات الاتحادي الأمريكي. افتقر المرتزقة لأي خبرة أو تدريب عسكري نظامي، كما أن الغالبية العظمى من أفراد الطاقم ضللوا للانضمام إلى الانقلاب المسلح من قبل زعيمهم مايك بيردو. كما صدر حكم بحق دون بلاك المطالب بالتفوق العرقي للبيض لدوره في المحاولة، والتي تنتهك قوانين حياد الولايات المتحدة. كتاب «خليج الخنازير» الذي كتبه بيل ستيوارت يروي تفاصيل هذه المحاولة الضالة لتحويل دومينيكا إلى جنة للمجرمين.

### منذ الثمانينيات
بحلول نهاية الثمانينات تعافى الاقتصاد، ولكن ضعف مرة أخرى في التسعينات بسبب انخفاض أسعار الموز.
في انتخابات كانون الثاني / يناير 2000، خسر حزب العمال المتحد بقيادة أديسون جيمس لصالح حزب العمال الدومينيكي بقيادة روزفلت (روزي) دوغلاس. توفي دوغلاس بعد بضعة أشهر فقط في منصبه وحل محله بيير تشارلز، الذي توفي في منصبه في يناير/ كانون الثاني عام 2004. استلم روزفلت سكيريت وهو أيضاً من حزب العمال الدومينيكي رئاسة الوزراء. تحت قيادة رئيس الوزراء سكيريت، فاز حزب العمال الدومينيكي في انتخابات أيار / مايو 2005 التي منحت الحزب 12 مقعدا في البرلمان المكون من 21 عضواً بينما حصد حزب العمال المتحد 8 مقاعد. كما فاز مرشح مستقل لحزب العمال الدومينيكي بمقعد أيضاً. منذ ذلك الحين، انضم المرشح المستقل إلى الحكومة وانضم إليها نائب عن حزب العمال المتحد، مما يجعل المجموع الحالي 14 مقعداً لحزب العمال الدومينيكي و 7 لحزب العمال المتحد.
أدت عاصفة إريكا الاستوائية التي ضربت دومينيكا في شهر أغسطس من عام 2015 إلى إلحاق أضرار واسعة بالجزيرة حيث لقي ثلاثون شخصا مصرعهم. كما خلّفت العاصفة وراءها أضرارا مادية وبيئية جسيمة. ومجددا اجتاح البلاد إعصار ماريا عندما كان بتصنيف الدرجة الخامسة بتاريخ 18 سبتمبر عام 2017، وأشارت التقديرات الأولية إلى دمار 90% من الأبنية على الجزيرة جراء الإعصار حيث لحق الدمار بالبنية التحتية إلى حد كبير.

## الجغرافيا والمناخ

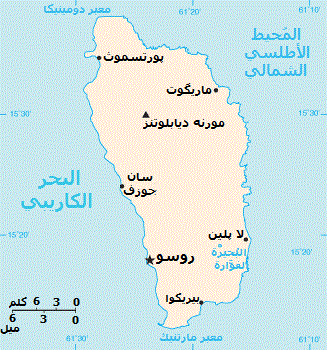
خريطة دومينيكا

دومينيكا دولة جزرية في منطقة البحر الكاريبي وتقع في أقصى شمال جزر ويندوارد. تبلغ مساحة البلاد 750 كم2 (289.5 ميل مربع). ويبلغ طولها حوالي 29 ميلاً (47 كم) وعرضها 16 ميلاً (26 كم). العاصمة هي روسو.
تغطي الغابات المطيرة قسماً كبيراً من الجزيرة كما تمتلك دومينيكا ثاني أكبر بحيرة مياه حارة في العالم. يوجد في دومينيكا العديد من الشلالات والينابيع والأنهار. تمتلك منطقة كاليبيشي في شمال شرق البلاد شواطئ رملية. يمكن العثور أيضاً على بعض النباتات والحيوانات التي يعتقد أنها انقرضت من الجزر المحيطة في غابات دومينيكا. تجذب الطبيعة البركانية للجزيرة الغواصين. يوجد في الجزيرة العديد من المناطق المحمية، بما في ذلك حديقة كابريتس الوطنية، فضلا عن 365 نهراً.
يقال انه عندما طلب ممولو مشروع كريستوفر كولومبوس الملكيون وصفاً لهذه الجزيرة في العالم الجديد، أنه أخذ قطعة من الورق وجعدها في قبضته ثم القى بها على الطاولة. أوضح كولومبوس أن هكذا تبدو دومينيكا، مغطاة تماما بالجبال مع بقعة صغيرة منبسطة.
حديقة مورن تروا بيتون الوطنية هي غابة استوائية تختلط بمشهد ذي معالم بركانية. أعلنت موقعاً للتراث العالمي في 4 نيسان / أبريل 1995، وهو أمر يميزها تشترك فيه مع أربعة غيرها من جزر الكاريبي.

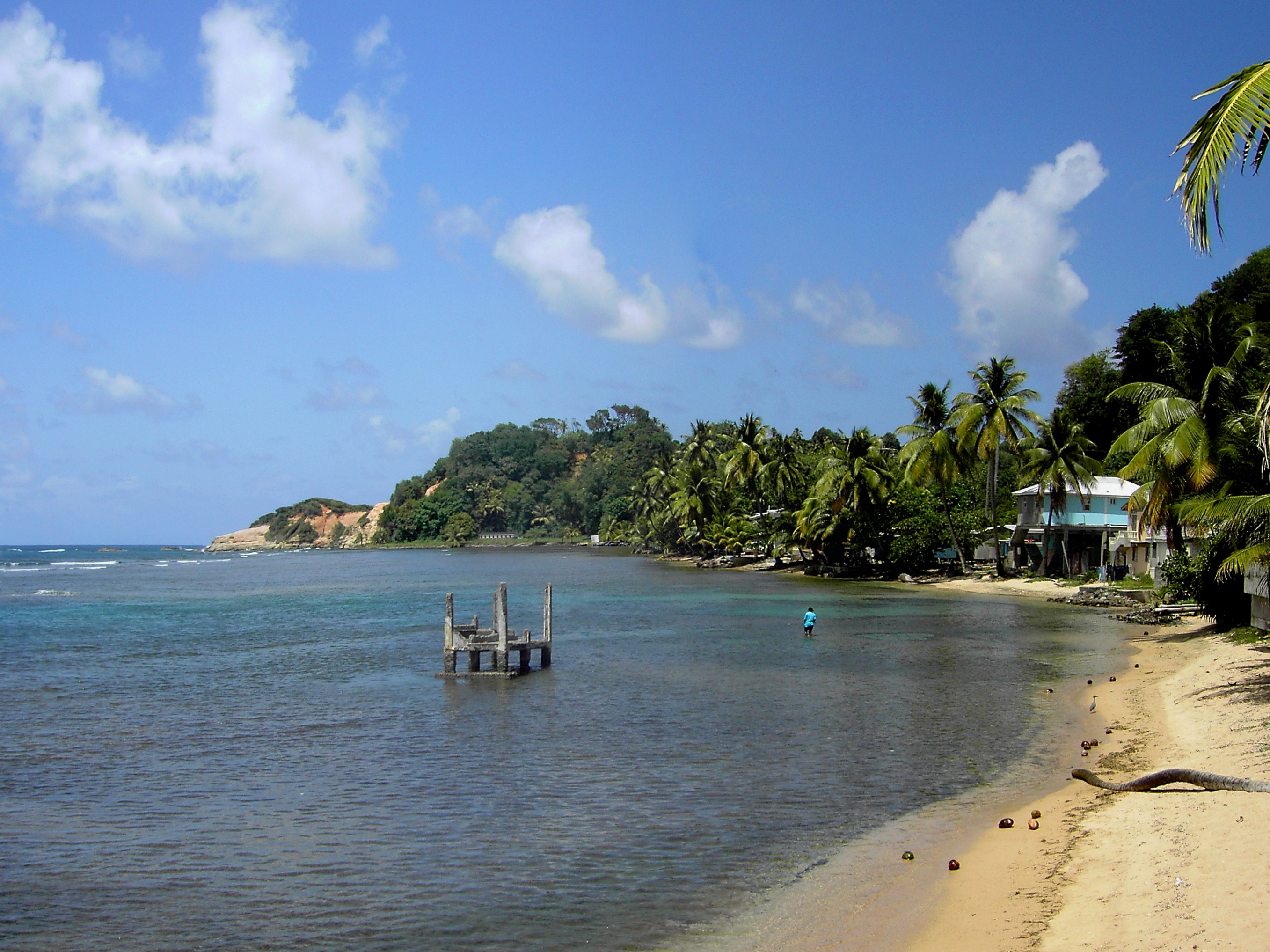
مشهد شاطئي من كاليبيشي.

خاضت دومينيكا نزاعاً طويلاً مع فنزويلا بسبب المطالبات الفنزويلية بالمنطقة البحرية المحيطة بجزيرة أفيس (حرفيا جزيرة الطيور، ولكن في الواقع تدعى صخرة الطيور من قبل سلطات دومينيكا)، وهي جزيرة صغيرة تقع 225 كم (140 ميلا) إلى الغرب من جزيرة دومينيكا.
يوجد تجمعان سكانيان رئيسيان في البلاد هما روسو وبورتسموث.
تمتلك دومينيكا معظم المناطق البرية البكر في منطقة البحر الكاريبي. كانت في الأصل محمية بالجبال التي دفعت بالقوى الأوروبية لبناء الموانئ والمستوطنات الزراعية على الجزر الأخرى. بعد ذلك، سعى مواطنوا الجزيرة للحفاظ على الجمال الطبيعي الخلاب من خلال تثبيط نمط السياحة المنتشر في الكاريبي والذي أضر بالطبيعة في أكثر من منطقة.
يمكن للزوار العثور على الغابات الاستوائية الواسعة، بما في ذلك تلك التي على قائمة اليونسكو لمواقع التراث العالمي، ومئات من الجداول، والسواحل والشعاب المرجانية.
ببغاء سيسورو يعد طير دومينيكا الوطني وموطنه الأصلي في الغابات الجبلية.
البحر الكاريبي المحيط بجزيرة دومينيكا هو موطن لكثير من الحيتانيات. أبرزها مجموعة من حيتان العنبر التي تعيش في هذا المجال على مدار السنة. من الحيتانيات الأخرى التي ترى عادة في المنطقة الدلفين الدوار، الدلفين الاستوائي المرقط والدلفين ذو الأنف الزجاجة. من الحيوانات الأقل شيوعاً الحيتان القاتلة والحيتان القاتلة الزائفة والحوت العنبر القزم ودلفين ريسو والدلفين الشائع ودلفين الأطلسي المرقط والحيتان السنامية وحيتان برايد. يجعل هذا التنوع من دومينيكا وجهة للسياح المهتمين بمشاهدة الحيتان.
دومينيكا أيضاً عرضة للأعاصير وتقع الجزيرة في ما يشار اليه بمنطقة الاعاصير. في عام 1979، ضرب الإعصار ديفيد دومينيكا مباشرة وهو من الدرجة الخامسة، مما تسبب في أضرار شديدة واسعة النطاق. يوم 17 آب / أغسطس 2007، ضرب إعصار دين من الدرجة الأولى الجزيرة. لقيت أم وابنها بعمر سبع سنوات حتفهما عندما أدى الأمطار الغزيرة لانهيار ارضى سقط على منزلهم. في حادث آخر أصيب شخصان عندما سقطت شجرة على منزلهم. قدر رئيس الوزراء روزفلت سكيريت المنازل المتضررة بنحو 100-125، كما لحقت أضرار على نطاق واسع بالقطاع الزراعي، وخاصة محصول الموز.

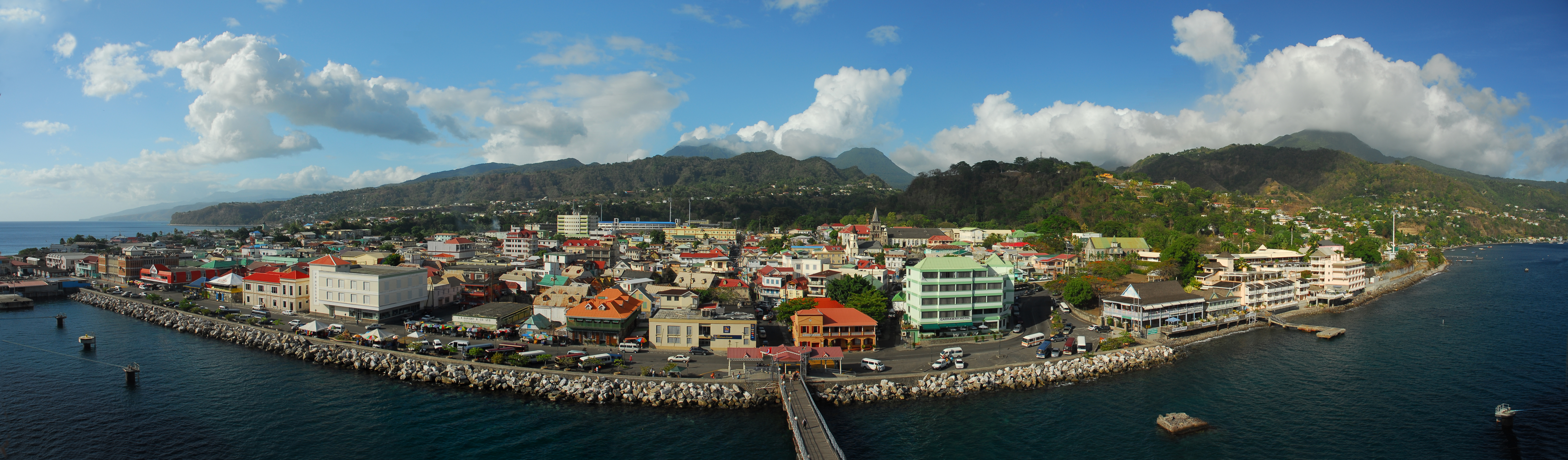
روسو من سفينة سياحية راسية

## الحكومة
دومينيكا دولة ديمقراطية برلمانية ضمن رابطة الأمم، وعضو في المنظمة الدولية للناطقين بالفرنسية منذ عام 1979. خلافا لمعظم البلدان في منطقة البحر الكاريبي دومينيكا واحدة من الجمهوريات القليلة في المنطقة. الرئيس هو رأس الدولة، في حين تقع السلطة التنفيذية على عاتق الحكومة، التي يرأسها رئيس الوزراء. يتألف البرلمان من مجلس وحيد يضم 30 عضوا. ينتخب 21 عضوًا انتخابا مباشرًا و9 أعضاء هم شيوخ المجلس، الذين قد يعينهم الرئيس أو يختارهم الأعضاء الآخرون في مجلس النواب.
خلافا لغيرها من المستعمرات البريطانية السابقة في المنطقة، لم تنضم دومينيكا لمنظومة الكومنولث، وفضلت أن تصبح جمهورية مستقلة. دومينيكا عضو فاعل وكامل العضوية في مجموعة الكاريبي ومنظمة دول شرق البحر الكاريبي. دومينيكا أيضا عضو في المحكمة الجنائية الدولية مع اتفاق الحصانة الثنائية لحماية الجيش الأمريكي، المذكور في المادة 98. انضمت دومينيكا إلى التحالف البوليفاري لشعوب أمريكتنا في كانون الثاني / يناير 2008.

### التقسيمات الإدارية

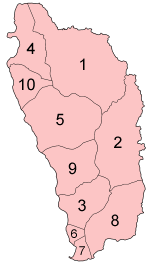
إبريشيات دومينيكا

تقسم دومينيكا إلى عشرة أبرشية:
1. أبرشية سانت أندرو
2. أبرشية سانت دافيد
3. أبرشية سانت جورج
4. أبرشية سانت جون
5. أبرشية سانت جوزيف
6. أبرشية سانت لوقا
7. أبرشية سانت مارك
8. أبرشية سانت باتريك
9. أبرشية سانت بول
10. أبرشية سانت بيتر

## الاقتصاد
في عام 2008، امتلكت دومينيكا واحداً من أدنى معدلات نصيب الفرد من الناتج المحلي الإجمالي في دول شرق البحر الكاريبي. اقتربت البلاد من حافة الأزمة المالية في عامي 2003 و 2004، لكن اقتصاد دومينيكا نما بنسبة 3.5 % في عام 2005 و 4.0 % في عام 2006، بعد عشر سنوات من الأداء الضعيف. يعزى النمو في عام 2006 لتحقيق مكاسب في مجالات السياحة والبناء وفي الخارج وغيرها من الخدمات وبعض القطاعات الفرعية من الصناعة المعتمدة على الموز. أشاد صندوق النقد الدولي مؤخراً بحكومة دومينيكا لإصلاحاتها الناجحة والشاملة للاقتصاد. أشار الصندوق أيضا إلى التحديات المتبقية، بما في ذلك الحاجة إلى إجراء مزيد من التخفيضات في الدين العام، وزيادة تنظيم القطاع المالي، وتنويع الأسواق.
تهيمن الزراعة وبخاصة الموز على الاقتصاد في دومينيكا، حيث أن ما يقرب من ثلث القوة العاملة يعمل في الزراعة. هذا القطاع، ومع ذلك شديد الحساسية للأحوال الجوية والأحداث الخارجية التي تؤثر على أسعار السلع الأساسية. في عام 2007، تسبب الإعصار دين في أضرار كبيرة في القطاع الزراعي، فضلا عن البنية التحتية للبلاد، ولا سيما الطرق. ردا على خفض الاتحاد الأوروبي الأفضلية التجارية للموز، نوعت الحكومة القطاع الزراعي من خلال تشجيع إنتاج البن والبتشول الألوة فيرا وزهور الزينة والفواكه الاستوائية مثل المانجو والجوافة والبابايا. ظهر بعض النجاح في زيادة صادراتها المصنعة وفي المقام الأول الصابون.
دومينيكا بركانية في معظمها وشواطئها قليلة، وبالتالي ينمو قطاعها السياحي بصورة أبطأ من الجزر المجاورة. مع ذلك، فإن الجبال في دومينيكا وغاباتها المطيرة وبحيرات المياه العذبة والينابيع الساخنة والشلالات ومراكز الغوص تجعلها وجهة جذابة للسياحة البيئية. كما أن توقف السفن السياحية في موانئ البلاد دفع في اتجاه تطوير هذه الموانئ ومرافقها بشكل حديث وخاصة في روسو العاصمة. من بين 22 جزيرة كاريبية شملها الإحصاء، حصدت دومينيكا أقل عدد من الزوار في عام 2008 (55,800 أو 0.3 % من المجموع). كان ذلك حوالي نصف زوار هايتي.
عملة دومينيكا هي دولار شرق الكاريبي.
تستفيد دومينيكا من مبادرة حوض البحر الكاريبي للولايات المتحدة التي تعفي الكثير من السلع الدومينيكية من الرسوم الجمركية إلى الولايات المتحدة. تنتمي دومينيكا أيضا إلى مجموعة الكاريبي الناطقة باللغة الإنكليزية وسوق واقتصاد هذا التجمع الموحدين ومنظمة دول شرق البحر الكاريبي.
تعفي دومينيكا الشركات الخارجية ذات المراكز فيها من الضرائب. لا يعرف كم من الشركات يستفيد من هذه الميزة بسبب السرية التامة التي تفرضها الحكومة، على الرغم من أنه يعرف أن العديد من شركات الانترنت تستخدم دومينيكا لهذا السبب.

## البنية التحتية

### الجو
هناك اثنان من المطارات الصغيرة في الجزيرة. المطار الرئيسي، مطار ميلفيل هول، ويقع على الساحل الشمالي الشرقي حوالي 45 دقيقة بالسيارة من بورتسموث. والثاني هو مطار كينفيلد، على بعد 15 دقيقة من روسو على الساحل الجنوبي الغربي. مطار ميلفيل هول مناسب للاستخدام المحدود من الطائرات التجارية بسبب طول المدرج وعدم وجود أضواء في مدرج المطار وعدم وجود أدوات نظام الهبوط. توجد رحلات منتظمة حالياً من ميلفيل هول من قبل «أمريكان إيغل» و«ليات» باستخدام طائرات الدفع التوربيني المزدوج مثل دي هافيلاند داش 8 وكذلك كانوفياسا وأميريجت، والتي تعد الشركة الوحيدة التي تستخدم الطائرات النفاثة في الجمهورية باستخدامها طائرة بوينغ 727 للشحن. بدأ توسيع المدرج وتطوير الخدمات في مطار ميلفيل هول سنة 2006، وما زالت جارية حتى أوائل عام 2009.

### الطرق
لا يوجد طريق سريع رئيسي في الجزيرة. قبل بناء الطريق بين بورتسموث وروسو اعتمد الناس على القوارب التي تستغرق عدة ساعات. أما حاليا فتستغرق حوالي الساعة بالسيارة من بورتسموث لروسو. تشكل خدمات الحافلات الصغيرة نظام النقل العام الرئيسي.

## الديموغرافيا

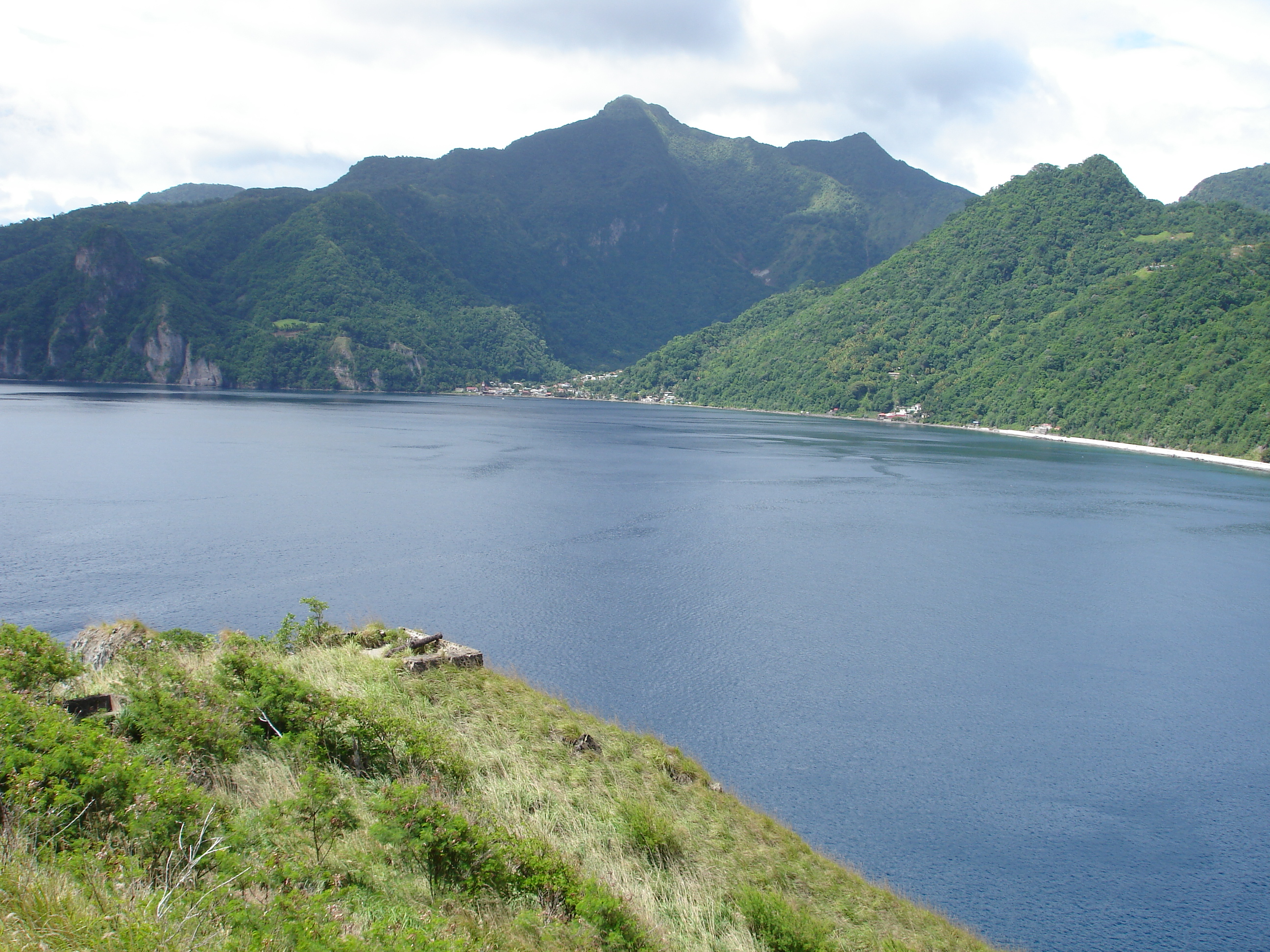
سواحل دومينيكا.

هناك أقلية كبيرة مختلطة بالإضافة إلى الإندوكاريبيين أو المجموعات الهندية الشرقية عداك عن أقلية من أصل أوروبي (المتحدرين من المستعمرين الفرنسيين والبريطانيين والأيرلنديين)، وهناك عدد قليل من اللبنانيين والسوريين والآسيويين. دومينيكا هي الدولة الوحيدة في الكاريبي التي لا تزال تحافظ على سكانها الكاريب الأصليين قبل كولومبوس، الذين إما أبيدوا أو طردوا من الجزر المجاورة. لا يوجد سوى حوالي 3,000 شخص متبقي من الكاريب. وهم يعيشون في ثماني قرى على الساحل الشرقي لدومينيكا. منح هذا الإقليم الخاص للكاريب من قبل التاج البريطاني في عام 1903. كما أن هناك حوالي 1000 طالب يدرس الطب من الولايات المتحدة وكندا في كلية الطب بجامعة روس في بورتسموث.
معدل النمو السكاني في دومينيكا منخفض للغاية، ويرجع ذلك أساسا إلى الهجرة إلى بلدان أخرى. في أوائل القرن الحادي والعشرين، بلغت أرقام المهاجرين للبلدان الأكثر شعبية كما يلي: الولايات المتحدة (8,560)، والمملكة المتحدة (6,739) وكندا (605) وفرنسا (394).
لوحظ في الآونة الأخيرة وجود عدد كبير نسبياً من المعمرين في دومينيكا. في آذار / مارس 2007، كان هناك 22 معمراً من سكان الجزيرة الـ 70,000 وهو أكثر بثلاث مرات من وسطي من تجاوزوا المائة في البلدان المتقدمة. تجري حالياً دراسة أسباب هذه الظاهرة في كلية الطب في جامعة روس.
حوالي 80 ٪ من السكان من الروم الكاثوليك، رغم ظهور عدد من الكنائس البروتستانتية في السنوات الأخيرة. كما توجد أيضاً جالية مسلمة صغيرة في دومينيكا، حيث بني أول مسجد في تاريخ البلاد مؤخرا بالقرب من جامعة روس.
اللغة الإنجليزية هي اللغة الرسمية في دومينيكا، يتحدث بها ويفهمها الجميع. لكن بسبب الاحتلال الفرنسي في أوقات مختلفة من التاريخ وموقع الجزيرة بين الإدارتين الناطقة بالفرنسية في المارتينيك وغوادلوب، فإن الكريولية الأنتيلية مستخدمة في الجزر وخصوصاً من قبل الجيل الأكبر سناً. بسبب تراجع استخدامها من قبل الشباب، برزت محاولات للحث على زيادة استخدامها وحفظ هذا الجزء الفريد من تاريخ الأمة وثقافتها. تشمل لهجة دومينيكا أيضاً الكوكوي، بالإضافة للهجة العامية للفرنسية المستندة إلى لغة الكريول. كوكوي هي مزيج من الكريولية الإنكليزية من جزر ليوارد وكريول الدومينيكان. يتحدث بها أساسا في القرى الشمالية الشرقية من ماريغوت وويسلي. نتيجة لهذا المزيج من اللغات والتراث فإن دومينيكا عضو في كل من الكومنولث الناطق بالإنكليزية والفرانكوفون الناطق بالفرنسية.
في بداية القرن العشرين، شهدت شركة روز التي تنتج عصير ليمون روز زيادة الطلب على منتجاتها مما يفوق قدرتها على توفير المنتج من مونتسيرات. لجأت الشركة لشراء الأراضي في دومينيكا، وتشجيع المزارعين من مونتسيرات على الانتقال. نتيجة لذلك برزت اثنتان من الجماعات اللغوية في دومينيكا. مع مرور الوقت حصل تزاوج بين المجموعتين لكن لا تزال هناك آثار للاختلاف في المنشأ.

## الجنسية
أنشئ الجنسية عن طريق الاستثمار في دومينيكا كحافز للنمو الاقتصادي المحلي فيها في عام 1993 ، وهو يعتبر برنامجًا قانونيًا معقول التكلفة ومتاح أمام العالم بأسره.
• يتيح لك جواز السفر الصادر عن «دومينيكا» إمكانية السفر بدون تأشيرة إلى أكثر من
135 دولة، تشمل المملكة المتحدة، ومنطقة البحر الكاريبي، ودول الكومنولث.
• لا تفرض الجزيرة أي شروط تتعلق بالإقامة على أرضها، ولا تفرض أي ضرائب على الدخل أو الثروة أو الميراث.
• لا يوجد حاليًا أي شرط إلزامي يتعلق بعقد مقابلة شخصية في برنامج جنسية «دومينيكا» في مقابل الاستثمار، بيد أنه يحق للحكومة إجراء مقابلة شخصية وفقًا لتقديرها.
• تخضع عملية منح الجنسية للسلطة التقديرية للحكومة، ولا يوجد ما يضمن لمقدم الطلب الموافقة على طلبه.

## الثقافة

منطقة الساحل الشرقي لدومينيكا لقبيلة كاليانغو

دومينيكا هي موطن لمجموعة متنوعة من الناس. وإن سكنها تاريخياً العديد من القبائل الأصلية، فإن قبائل الأراواك وكاريب كاليناغو هي من تبقت فيها لدى وصول المستوطنين الأوروبيين. يوجد نهر في الجزيرة يدعى «مجزرة» مخصص لذكرى سكان البلاد الأصليين الذين قتلهم المستوطنون الفرنسيون والبريطانيون وذلك لأن النهر جرى أحمراً لعدة أيام. نادى الطرفان (الفرنسي والبريطاني) بالجزيرة ضمن إمبراطورياتهما وجلبا العبيد من أفريقيا. يعيش الكاريب المتبقون الآن على أراض مساحتها 15 كم2 (3,700 فدان) على الساحل الشرقي من الجزيرة. كما ينتخبون زعيمهم الخاص. هذا المزيج من الثقافات مهم لدومينيكا.
الموسيقى والرقص جانبان هامان من ثقافة دومينيكا. تشهد احتفالات الاستقلال السنوية موجة من الأغاني والرقصات التقليدية، يسبقها بأسابيع منذ عام 1997 تعبيرات كريولية مثل «الكريول في الحديقة» و«مهرجان موسيقى الكريول العالمي». اكتسبت دومينيكا شهرة في الموسيقى العالمية في عام 1973 عندما أسس غوردون هندرسون فرقة اكزايل ون وصاغ موسيقى كادنس-ليبسو التي مهدت الطريق لموسيقى الكريول الحديثة.

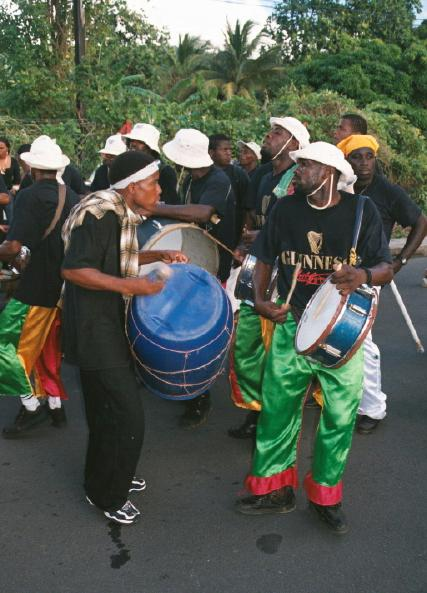
فرقة طبول دومينيكية.

عقد مهرجان موسيقى الكريول العالمي السنوي الحادي عشر لأول مرة في دومينيكا في 27 أكتوبر 2007، كجزء من احتفال الجزيرة بالاستقلال عن بريطانيا العظمى في 3 تشرين الثاني. دامت الاحتفالات على مدار العام في يناير 2008 بمناسبة مرور 30 عاما على الاستقلال.
كثيرا ما ينظر إلى دومينيكا كمجتمع ينتقل من الجماعية إلى الفردية. الاقتصاد هو واحد من الاقتصادات النامية التي اعتمدت على الزراعة. تظهر علامات الجماعية واضحة في المدن الصغيرة والقرى التي تنتشر في جميع أنحاء الجزيرة.
مطبخ الدومينيكان مماثل لبلدان الكاريبي الأخرى. تتألف الأطباق الرئيسية من اللحوم (عادة الدجاج، ولكن يمكن الماعز، الضأن، أو لحم البقر) مغمورة بالصلصة. الصلصات إما صلصة الفلفل الحار أو مصنوعة من الفواكه المحلية. يتم تقديم مجموعة متنوعة ضخمة من الفواكه المحلية، من التمر الهندي إلى فاكهة العاطفة في الجزيرة عادة في شكل عصير أو صلصة. يقشر كروسول ويؤكل نيئاً. الكركديه هو زهرة حمراء تزهر فقط حول عيد الميلاد، تغلى ويصنع منها شراب أحمر.

## التعليم
تمتلك الجزيرة جامعة تابعة للدولة، سميت سابقاً باسم كلية كليفتون دوبيغني. يحصل بعض الدومنيكان على منح من الحكومة الكوبية للدراسة في جامعات كوبا. بينما يذهب آخرون إلى جامعة جزر الهند الغربية أو إلى المدارس في المملكة المتحدة والولايات المتحدة، أو في دول أخرى للتعليم العالي. تقع جامعة روس جامعة والتي هي عبارة عن مدرسة طبية في بورتسموث. يقع مركز البحوث والتعليم أرتشبولد تروبيكال التابع لجامعة كليمسون في سبرينغفيلد استيت بين كينفيلد وبحيرة كاسيه وهو عبارة عن محطة ميدانية بيولوجية. في عام 2006، افتتحت كلية طب بجامعة جميع القديسين للطب في مرافق مؤقتة في لوبيير، حيث يبنى الحرم الجامعي الدائم في غراند باي. تقع حاليا جميع القديسين في روسو العاصمة. توجد أيضا مدرسة للأحياء البحرية في ماهاوت، معهد علم البيئة البحرية المدارية على بعد 15 دقيقة شمال روسو.

## الرياضة
الكريكيت هي الرياضة الشعبية في الجزيرة، وتنافس دومينيكا في لعبة الكريكيت الاختبارية كجزء من فريق الهند الغربية للكريكيت. يوم 24 أكتوبر 2007، أنجز ملعب الكريكيت وندسور بسعة 8000 مقعد بتبرع من حكومة جمهورية الصين الشعبية بلغ 33 مليون دولار شرق الكاريبي (17 مليون دولار أمريكي، 12 مليون يورو)..

## الإعلام
تطبع في دومينيكا ثلاث صحف رئيسية، ذ صن، ذ تايمز، ذ كرونيكل. توجد محطتان تلفزيونيتان وطنيتان وبعض محطات الإذاعة بما في ذلك Q95 على موجة ف.م وشركة البث في دومينيكا وكايري ف.م. قبل عام 2004، كان هناك شركة واحدة تدعى الاتصالات السلكية واللاسلكية. في عام 2005، دخلت ديجيسيل وشركة أورانج التي مقرها في المملكة المتحدة سوق خدمات الاتصالات في الجزيرة. توجد عدة من شبكات المحمول العاملة في الجزيرة.